# Rosalía Mera Goyenechea
Rosalía Mera Goyenechea (La Corunya, 28 de gener de 1944 - ibíd., 15 d'agost de 2013) va ser una empresària espanyola, creadora de la multinacional Inditex, i filantropa rellevant. Era considerada per la revista Forbes la dona més rica d'Espanya i la tercera major fortuna del país, valorada en 4.700 milions d'euros. A més, va ocupar el lloc 66 entre les dones més poderoses del món, segons la mateixa publicació.

## Biografia
Filla d'una família molt humil del barri de la Corunya de Monte Alto, als 11 anys va deixar els estudis per fer-se modista. Va començar dissenyant roba de treball a casa al costat del seu llavors marit, Amancio Ortega Gaona. La parella va convertir el seu petit negoci en la multinacional Inditex (propietària de diverses marques com Zara, Zara Home, Stradivarius, Massimo Dutti, entre altres), la corporació més important d'Espanya amb una xifra de negocis multimilionària. Era una de les majors accionistes de Zeltia. Segons la llista de la revista Forbes de 2013, posseïa la 195a fortuna més gran del món.

## Filantropia i mecenatge

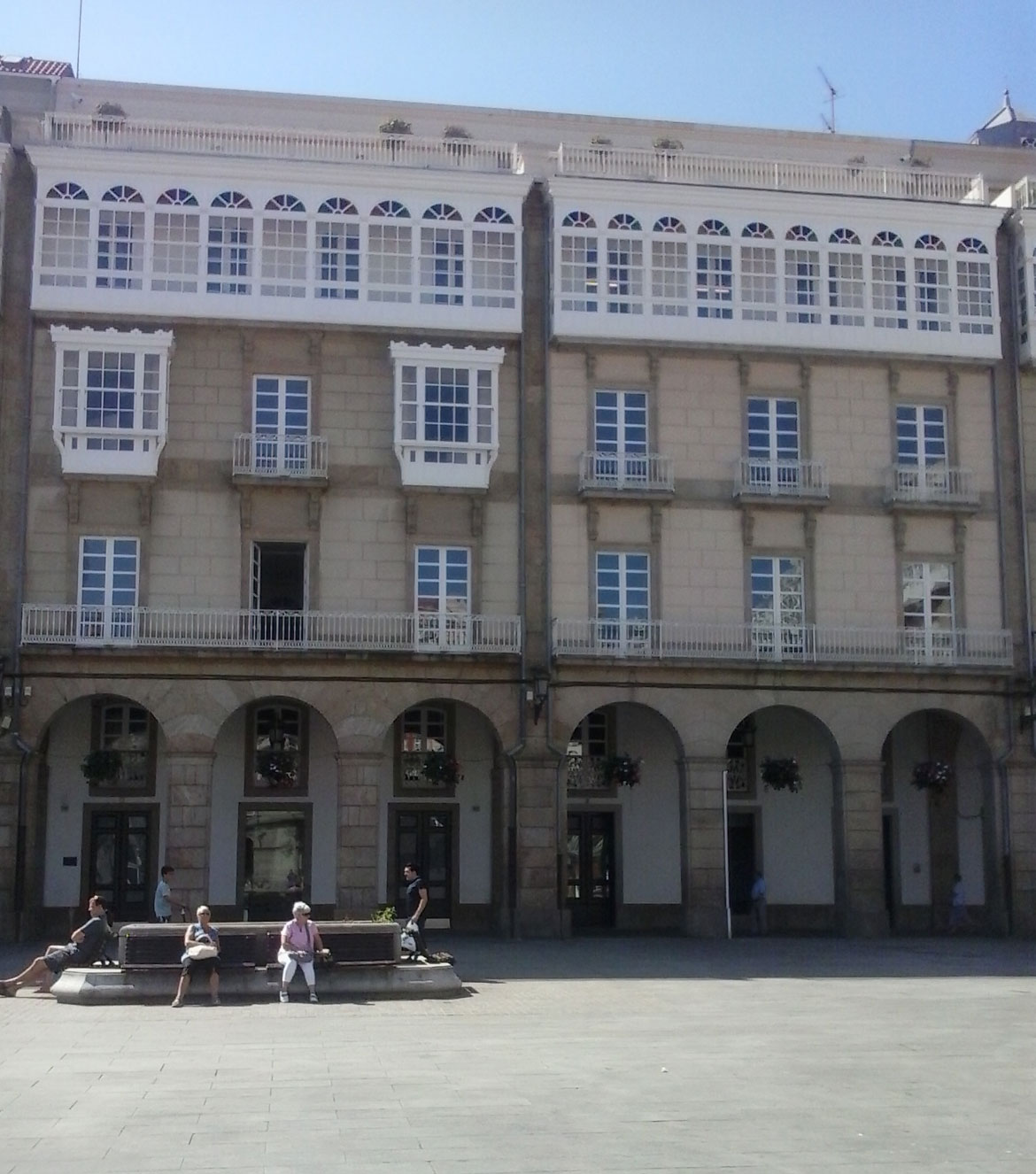
Seu de la Fundació Paideia Galiza, a La Corunya

Al 1986 va crear i presidir la Fundació Paideia Galiza, una organització sense ànim de lucre dedicada a afavorir la integració social de les persones discapacitades, a la qual es dedicà a partir d'aleshores. La fundació intervingué després en altres àmbits, sempre entorn de joventut, discapacitat i ocupació: joventut i mobilitat, emprenedoria, formació, voluntariat... Va utilitzar el seu patrimoni personal per finançar la recerca de les anomenades malalties rares i invertí en recerca de biomedicina molecular a Noscira, una filial de Zeltia de la qual tenia el 5%. Gràcies a aquest tipus de mecenatge han sortit a la llum recerques sobre la malaltia d'Alzheimer, entre d'altres, i medicaments nous per a aquest tipus de malalties.

## Vida personal
Estava divorciada d'Amancio Ortega des de 1986. Tenia dos fills, Sandra i Marcos. El maig de 2013 es va manifestar en contra de la reforma de la Llei de l'Avortament a Espanya promoguda pel ministre Alberto Ruiz-Gallardón -membre del govern del Partit Popular presidit per Mariano Rajoy- que pretenia canviar la llei de terminis aprovada pel govern de José Luis Rodríguez Zapatero el 2010 per una nova llei de supòsits, a priori més restrictiva que l'antiga regulació de 1985, aprovada quan era president del govern Felipe González. Rosalía Mera va manifestar la seva confiança que la nova proposta de llei «no tiri endavant» i confiava que «es deixi com està» la Llei en vigor perquè en la seva opinió «està molt bé». També es va manifestar en contra de les reformes econòmiques aplicades a conseqüència de la Gran recessió i la Crisi econòmica espanyola de 2008-2013, considerant que «si regategem en el tema de la salut, de la infància, de l'educació, ens estem fent un flaquíssim favor».
Va morir el 15 d'agost de 2013, a La Corunya, als 69 anys, a causa d'un vessament cerebral. El seu funeral va tenir lloc a Oleiros (La Corunya) i va ser enterrada en el cementiri de l'església de Santaia de Liáns.

## Patrimoni
El seu principal actiu era la participació del 6,99% en Inditex, valorat en 2.400 milions d'euros.
| Societat | Participació | Societat propietària                           |
| -------- | ------------ | ---------------------------------------------- |
| Inditex  | 6,99%        | Rosp Corunna Participacions Empresarials, S.L. |
| Zeltia   | 5%           | Rosp Corunna Participacions Empresarials, S.L. |

## Reconeixements
L'any 2004 va rebre la Junta de Galícia la Medalla Castelao. Al 2007, la Medalla del Mèrit al Treball. L'octubre del 2011 li va ser concedida l'Agulla d'Or de l'Associació Dones Segle XXI.